# مدير دائرة المخابرات العامة الأردنية
يُعدّ مدير دائرة المخابرات العامة الأردنية أرفع منصب أمني في المملكة الأردنية الهاشمية، إذ يتولّى قيادة الجهاز المسؤول عن حفظ الأمن الوطني ومواجهة التهديدات الداخلية والخارجية. يُعيَّن المدير بإرادة ملكية، ويتمتع بصلاحيات واسعة تشمل الإشراف على العمليات الاستخباراتية، والتنسيق مع الأجهزة الأمنية الأخرى، فضلاً عن تمثيل الأردن في المحافل الأمنية الإقليمية والدولية. لطبيعة عمل الجهاز، تحاط شخصية المدير وواجباته اليومية بدرجة عالية من السرّية، ويُنظر إليه بوصفه أحد أبرز صانعي القرار في منظومة الأمن القومي.

## التاريخ
أُنشِئ جهاز المخابرات العامة الأردنية رسمياً بموجب قانون رقم (24) لسنة 1964، والذي نقل اختصاصات التحقيقات الأمنية والاستخبارات السياسية من الدوائر السابقة إلى مؤسسة جديدة مركزة. ينص القانون على أن تعمل دائرة المخابرات لحماية «الأمن الداخلي والخارجي للمملكة» من خلال العمليات الاستخبارية اللازمة؛ وبهكذا يمكن اعتبارها وكالة استخبارات داخلية وخارجية. وبناءً على هذا القانون، أصبح مدير الدائرة موظفاً رسمياً يُعيَّنُ بإرادة ملكية، وهو ما غرس المنصب كركيزة من ركائز نظام الأمن الوطني الأردني.

## ترتيب القيادة والصلاحيات
يُعتبر مدير المخابرات أعلى منصب أمني في المملكة، نظراً لإشرافه على مختلف أجهزة الاستخبارات الداخلية والخارجية. تعود للمجلس الوزاري الموافقة النهائية على تعيين الضباط العاملين بناءً على تنسيب مدير المخابرات ورئيس الوزراء. ويشير تقرير حقوقي إلى أن «الملك يعين مدير المخابرات الذي يرفع تقاريره إلى رئيس الوزراء»، وأن ضباط المخابرات العامة يُعتبرون جزءاً من القوات المسلحة. وقد أكد تقرير آخر أن الملك الأردني بات يعين مدير المخابرات دون حاجة لإجراءات وزارية مسبقة، الأمر الذي يعكس سلطة المنصب وموقعه المرموق ضمن هيكل السلطة الأمنية في الأردن.
ينص القانون المؤسس للدائرة على أن تكمن مهمتها الأساسية في «القيام بالعمليات الاستخباراتية» لحفظ الأمن والأمان الوطني. وبحسب المعلومات المتاحة، فإن إدارة المخابرات مكلفة «بالتحقيق في التهديدات الموجهة إلى الأمن الوطني»، سواء داخل البلاد أو خارجها. ونظراً لارتباط الجهاز بالسلطات العليا، فإن مدير المخابرات يتمتع بصلاحيات كبيرة تماثل كبار الضباط العسكريين. ففي تعديل قانوني صدر عام 2020، مُنح مدير المخابرات صلاحيات رئيس هيئة الأركان العامة، وأصبح أفراد الدائرة خاضعين للقوانين العسكرية المطبقة على القوات المسلحة. كما تحدد القوانين واجبات المدير بما يكفل استمرار أداء مهامه الاستخباراتية في حماية الدولة، على أن تبقى تفاصيلها تحت سرية السلطات العليا.
يعمل جهاز المخابرات بطبيعته خلف الكواليس ويتصف بدرجة عالية من السرية. وكما تشير الدراسات المتخصصة، فإن «الطبيعة السرية» لمهام واختصاصات الجهاز تجعل من الصعب تقييمه أو قياس شعبيته في الرأي العام. فالمسؤولون في الدائرة لا يسعون إلى التصريح الإعلامي أو نشر هويتهم، وعمومًا تُنشر المعلومات عن نشاطاتها فقط من خلال بيانات رسمية أو تقارير أمنية عامة. ورغم ذلك، فإن الجهاز يحظى بدرجة عالية من الثقة لدى الأردنيين نتيجة دوره في إحباط مخططات تهدد أمن البلاد.
شهد المنصب تطورات ملحوظة في السنوات الأخيرة. فإلى جانب التأكيد على تعيين مديري الجهاز عبر المرسوم الملكي دون تدخل وزاري، عززت التعديلات التشريعية صلاحيات المنصب ومكانته في الهيكل الأمني. كما أصبح الجهاز يعلن بانتظام عبر وسائل الإعلام عن نجاحاته الأمنية، من خلال بيانات تصدرها وكالة الأنباء الرسمية (بترا) أو عبر مؤتمرات صحفية للأجهزة الأمنية. تعرض المنصب والجهاز لانتقادات علنية على مدى السنوات الماضية، خاصةً من منظمات حقوق الإنسان مثل «هيومن رايتس ووتش».

## مديرو الدائرة
| الرقم | صورة               | مدير دائرة المخابرات الأردنية                                                  | تولى المنصب    | ترك المنصب     | مدة شغل المنصب    | مرجع          |
| ----- | ------------------ | ------------------------------------------------------------------------------ | -------------- | -------------- | ----------------- | ------------- |
| 1     | محمد رسول الكيلاني | اللواء محمد رسول الكيلاني (1933–2003) مؤسس وأول مدير لدائرة المخابرات الأردنية | 1964           | 1968           | 3–4               | [ 8 ] [ 9 ]   |
| 2     | مضر بدران          | اللواء مضر بدران (1934–2023)                                                   | 1968           | 1970           | 1–2               | [ 10 ]        |
| 3     | نذير رشيد          | العميد نذير رشيد (1929–2024)                                                   | 1970           | 1974           | 3–4               | [ 11 ]        |
| 4     | أحمد عبيدات        | الفريق أحمد عبيدات (ولد 1938) أطول من شغل منصب مدير المخابرات                  | 1974           | 1982           | 7–8               | [ 12 ]        |
| 5     | طارق علاء الدين    | الفريق أول طارق علاء الدين (1935–2024)                                         | 1982           | 1989           | 6–7               | [ 13 ]        |
| 6     | مصطفى القيسي       | الفريق أول مصطفى القيسي (1938–2019)                                            | 1989           | 1996           | 6–7               | [ 14 ]        |
| 7     | سميح البطيخي       | الفريق سميح البطيخي (ولد 1943) حُكم عليه بالسجن أربع سنوات عام 2003             | 1996           | 2000           | 3–4               | [ 15 ] [ 16 ] |
| 8     | سعد خير            | المشير سعد خير (1956–2009) الوحيد الذي وصل إلى رتبة مشير أثناء توليه المنصب    | نوفمبر 2000    | 6 مايو 2005    | 4–5               | [ 17 ]        |
| 9     | سميح عصفورة        | اللواء سميح عصفورة أقصر مدة لمدير مخابرات                                      | 6 مايو 2005    | 20 ديسمبر 2005 | 228 أيام          | [ 18 ]        |
| 10    | محمد الذهبي        | الفريق محمد الذهبي حُكم عليه بالسجن 13 سنة عام 2012 وأُفرج عنه أواخر 2023        | 20 ديسمبر 2005 | 29 ديسمبر 2008 | 3 سنوات و9 أيام   | [ 19 ]        |
| 11    | محمد رثعان الرقاد  | الفريق أول محمد رثعان الرقاد (1965–2020)                                       | 30 ديسمبر 2008 | 17 أكتوبر 2011 | 2 سنوات و291 أيام | [ 20 ]        |
| 12    | فيصل الشوبكي       | الفريق أول فيصل الشوبكي                                                        | 17 أكتوبر 2011 | 30 مارس 2017   | 5 سنوات و164 أيام | [ 21 ]        |
| 13    | عدنان الجندي       | الفريق عدنان الجندي                                                            | 30 مارس 2017   | 1 مايو 2019    | 2 سنوات و32 أيام  | [ 22 ]        |
| 14    | أحمد حسني حاتوقاي  | اللواء أحمد حسني حاتوقاي                                                       | 1 مايو 2019    | لغاية الآن     | 6 سنوات و38 أيام  | [ 23 ] [ 24 ] |